# متري قندلفت
متري قندلفت (1275 - 1352 هـ / 1859 - 1933 م) هو أديب وشاعر، من مؤسسي المجمع العلمي العربي بدمشق.

## ترجمته
هو متري (أو ديمتري) بن إبراهيم قندلفت. ولد وتعلم بدمشق، وتوفي ببيروت.

## آثاره
ترجم إلى العربية عدة مؤلفات، منها:
- «طرق الأمان لمحدث الإيمان» في التبشير الانجيلي، تأليف بويد (1881 م)، نسخة بالمكتبة الظاهرية بدمشق.
- «المدرسة والاجتماع» - دار المعارف - مصر - 1928 م.
- «مدرسة الغد»، تأليف جون ديوي.

كما ترجم كتابًا عن تربية الأطفال ومدارسهم من تأليف الإيطالية ماريا منتستوري، وله قصيدة في رثاء يوحنا عنحوري.